# Allophylus glabratus
Allophylus glabratus är en kinesträdsväxtart som först beskrevs av Carl Sigismund Kunth, och fick sitt nu gällande namn av Ludwig Radlkofer. Allophylus glabratus ingår i släktet Allophylus och familjen kinesträdsväxter. Inga underarter finns listade i Catalogue of Life.